# 아카데믹 미술

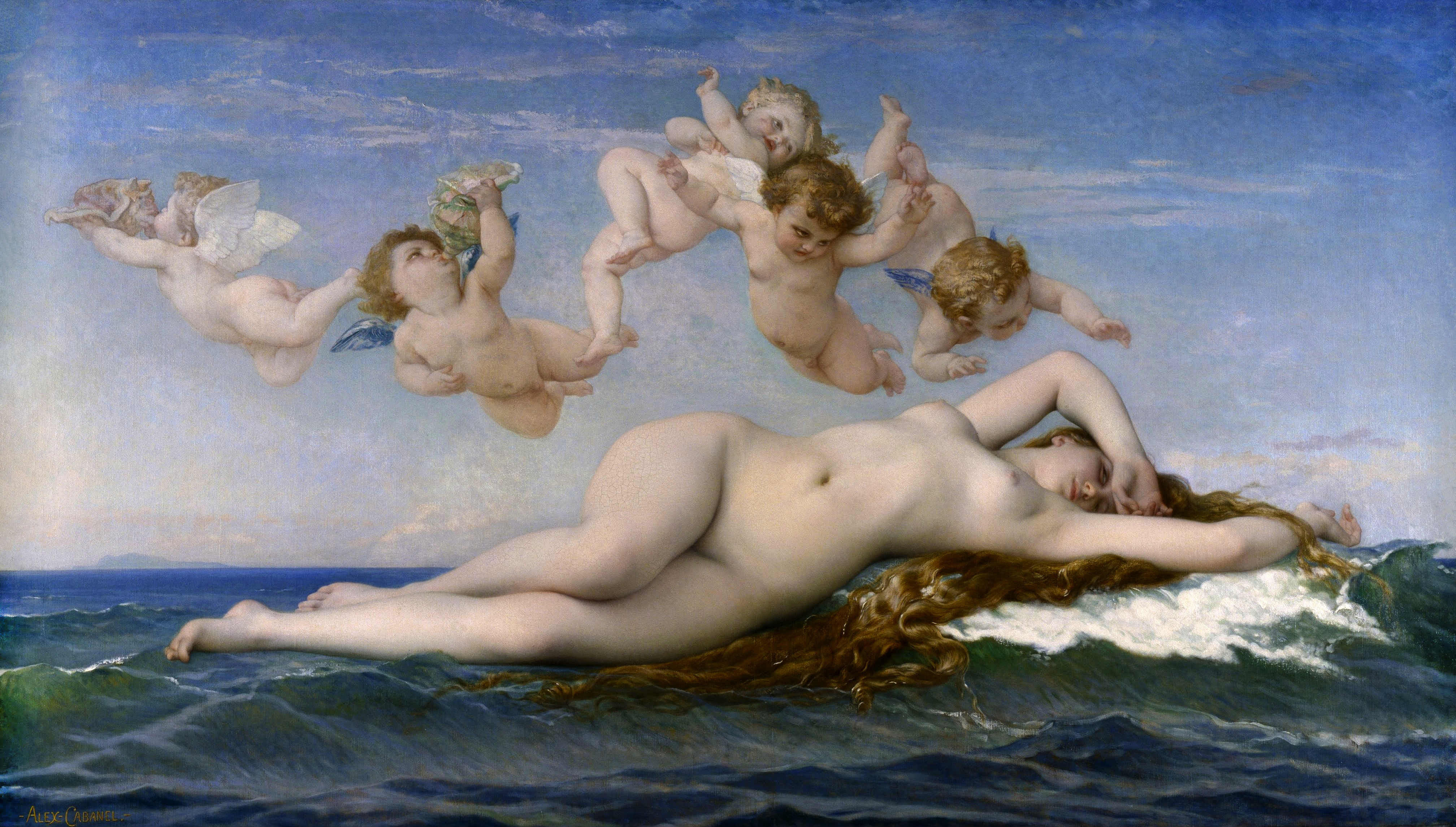
《비너스의 탄생》, 알렉상드르 카바넬, 1863년

아카데믹 미술 또는 아카데미시즘, 아카데미즘은 유럽의 미술 학교의 영향을 받아 제작된 회화나 조각의 양식을 말한다. 특히 아카데믹 예술은 신고전주의와 낭만주의의 운동을 행한 프랑스의 미술 아카데미의 기준의 영향을 받은 미술과 미술가를 말하며, 이 두 양식을 통합하려는 노력으로 두 운동을 추종하는 미술을 말하기도 한다. 윌리암 아돌프 부그로, 한스 마카르트의 작품이 이러한 양식을 가장 잘 반영하고 있다. 